# صناعة السعادة
صناعة السعادة: كيف باعت لنا الحكومات والشركات الكبرى الرفاهية كتاب صدر عام 2015 بقلم ويليام ديفيس، يقترح فيه المؤلف أن المفاهيم المعاصرة للسعادة والرفاهية يتم تحريفها من قبل قوى العديد من المؤسسات الحكومية والتجارية لتحويل السعادة، كمفهوم، إلى شيء يعزز الاستهلاك.

## ملخص
يبدأ ويليام ديفيس كتابه بتحليل فلسفة المُنظِّر النفعي في القرن التاسع عشر جيريمي بنثام، الذي أكد بشكل مشهور أن الجنس البشري يمكنه تحديد القرارات الأخلاقية بموضوعية من خلال قياس المتعة أو الألم الناتج عنه. يبدأ هذا في صعود ما يعتبره ديفيس «لاأدرية مناهظة للفلسفة» في المجتمع النفسي، حيث شوهت السعادة كمفهوم من كونها تجربة ذاتية شخصية إلى ظاهرة موضوعية قابلة للقياس الكمي. تنعكس هذه «اللاأدرية المناهضة للفلسفة» بشكل أكبر في أعمال الاقتصادي ويليام ستانلي جيفونز وعالم السلوك جون واطسون وكلية شيكاغو للاقتصاد. المشكلة الرئيسية في قياس المتعة والسعادة هي عدم وجود عامل واحد يمكن ملاحظته بشكل موضوعي، لأن العواطف هي بطبيعتها تجارب ذاتية؛ لذلك، وفقًا لديفيس، استخدم علماء النفس وحدات أخرى لقياس السعادة مثل المال والدوبامين ولغة الجسد. إن استخدام ظاهرة فيزيائية قابلة للقياس الكمي لقياس السعادة يقلل في النهاية من السعادة إلى أداة بسيطة.
يؤدي ترويج هذا الانطباع النفسي إلى قدر أكبر من المشاكل الصحة العقلية والتنفير والتلاعب من قبل النخب السياسية والاقتصادية. يحذر ديفيس من أن التوسع المستمر في المراقبة الجماعية والإعلانات المستهدفة والتنميط النفسي يؤدي إلى مجتمع يتم التلاعب فيه بمشاعر الأفراد باستمرار من قبل الدولة وقوى الشركات لتكون سهلة الانقياد سياسياً واقتصادياً.

## استقبال
روجع كتاب صناعة السعادة في العديد المجلات والصحف، بما في ذلك الغارديان و ذي إندبندنت و مراجعات كيركس. تلقى الكتاب مراجعات إيجابية في الغالب من النقاد، وخاصة من اليسار السياسي. أشاد الناقد الأدبي تيري إيجلتون بديفيس في مراجعة نشرتها الغارديان.
ترجم للعربية ضمن سلسلة عالم المعرفة الصادرة عن المجلس الوطني للثقافة والفنون والآداب في الكويت.

## انظرأيضًا
- الرأسمالية المتأخرة
- رأسمالية المراقبة
- علم النفس الإيجابي
- البيانات الكبيرة
- الاستهلاكية
- نقد الرأسمالية
- اقتصاديات السعادة